# Wang Li (Wang Mang)

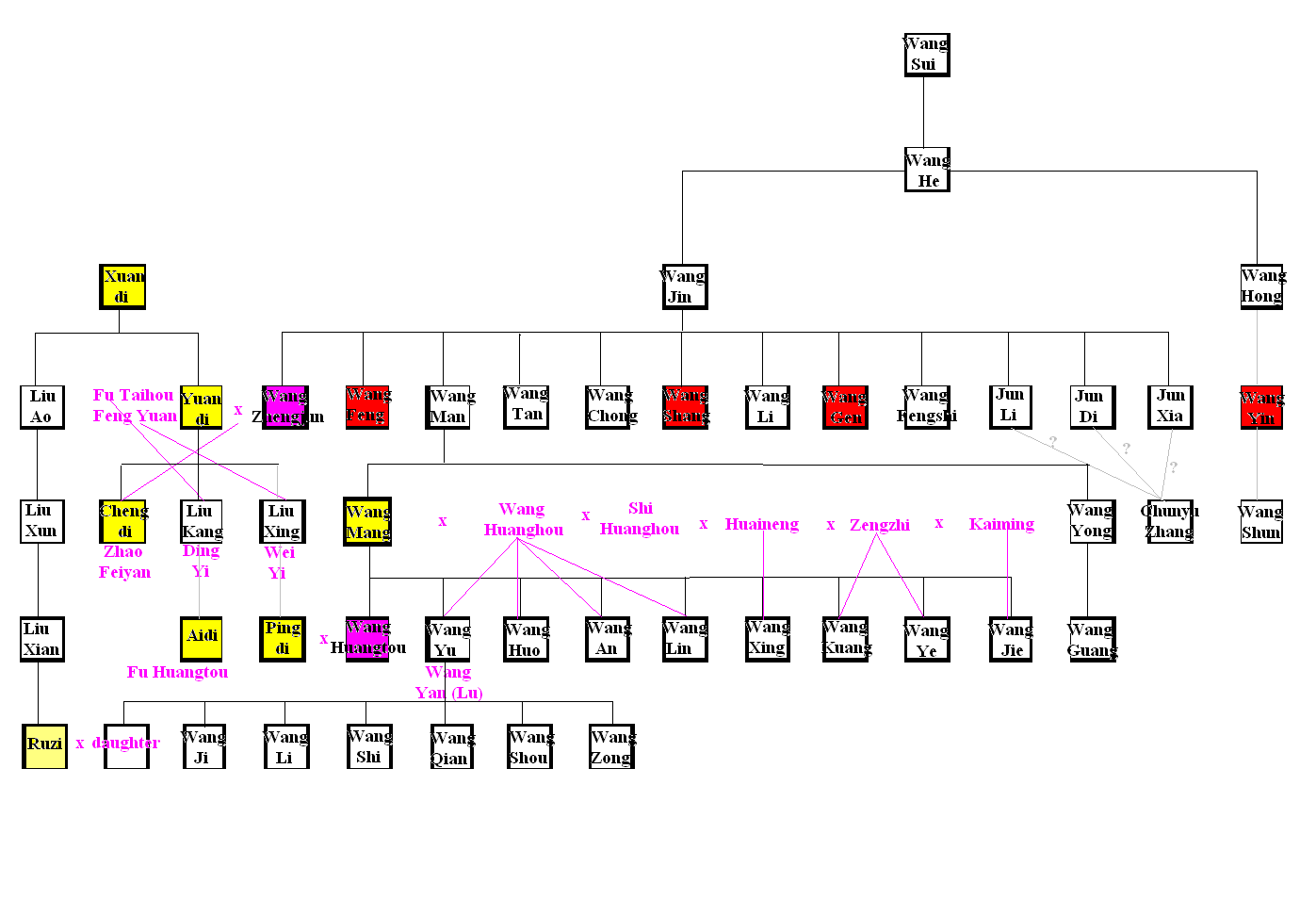
Stamboom van de familie Wang

Wang Li (†?) was een kleinzoon van de Chinese keizer Wang Mang. Zijn vader was Wang Yu, de oudste zoon van Wang Mang.

## Biografie
Wang Li was de zesde zoon van Wang Yu. Nadat die betrokken was geraakt bij een complot tegen zijn vader Wang Mang, werd Wang Yu door hem in het jaar 3 na Chr. gedwongen tot zelfmoord. Ook Lü Yan, zijn echtgenote en de moeder van Wang Li was betrokken bij dat complot. Zij werd daarvoor eveneens geëxecuteerd, maar pas nadat zij haar zwangerschap had kunnen voltooien. Het blijft onduidelijk van wie zij toen in verwachting was. In juan 99 van het Boek van de Han (Hanshu) staat verder vermeld dat hij in 9 na Chr., toen zijn grootvader Wang Mang werd geïnstalleerd als keizer, de adellijke titel Hertog van Gongzhu (Gongzhu Gong, 功著公) ontving.